# Impact astronomic

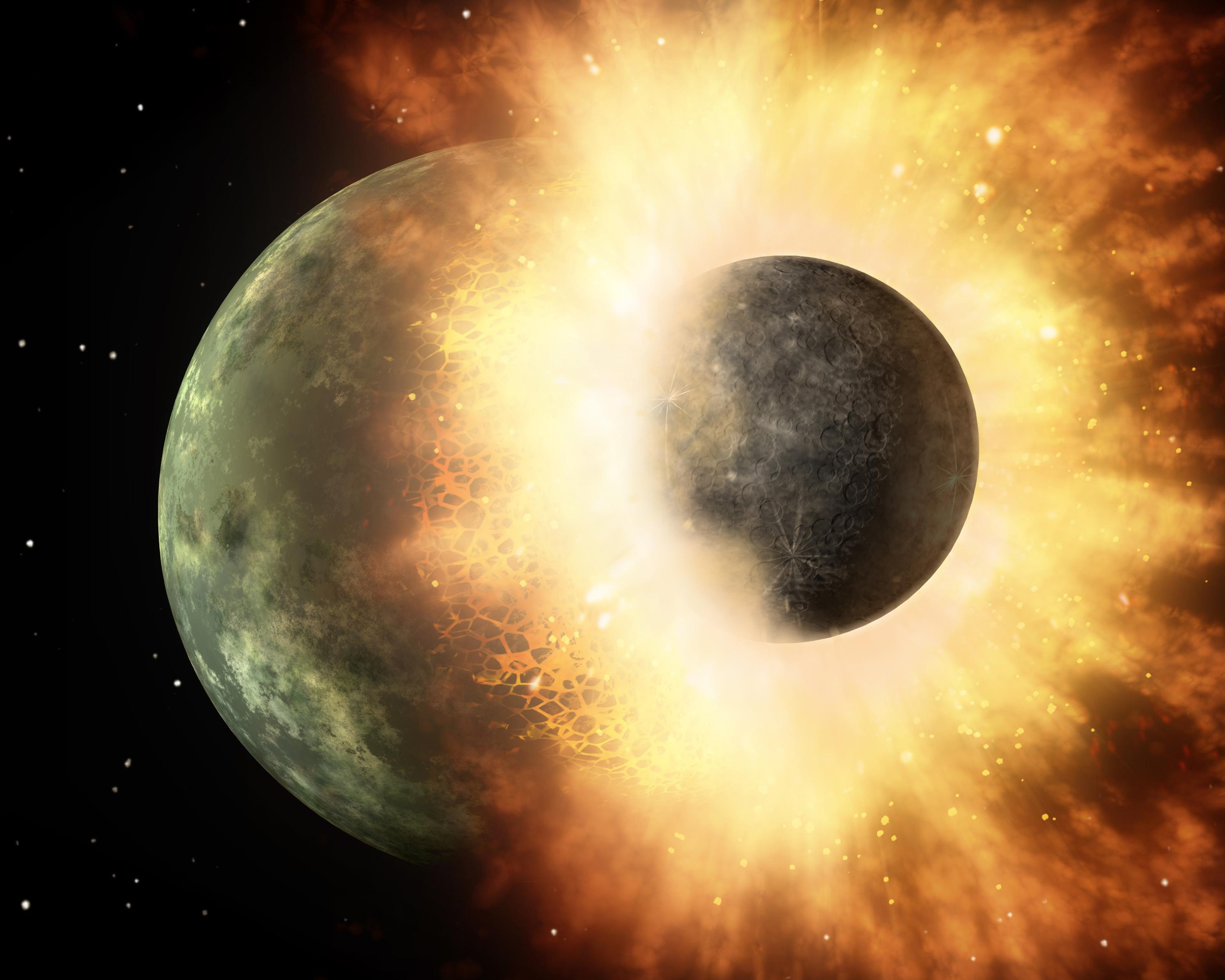
Reprezentare artistică a unui impact astronomic

Impactul astronomic reprezintă ciocnirea a două obiecte cosmice.
Un impact astronomic poate fi ciocnirea unui meteorit de mari dimensiuni, asteroid, cometă, etc. cu Pământul sau cu o altă planetă (sau alt corp ceresc). De-a lungul istoriei s-au înregistrat sute de evenimente de impact minor, unele dintre aceste evenimente soldându-se cu decese, vătămări, pagube materiale sau alte consecințe semnificative locale.